# BMW 2000 GL
Der BMW 2000 GL / 2000 SA und der schwächer motorisierte BMW 1800 GL / 1800 SA sind PKWs der Mittelklasse, die von 1968 bis 1973 von Praetor Monteerders, dem südafrikanischen BMW-Importeur, gebaut wurden. Nach der Einstellung des Glas 1700 wurden die Karosseriewerkzeuge dem südafrikanischen BMW-Importeur überlassen. Dieser wollte eine eigene Fertigung aufbauen, wäre aber mit den Typen der „Neuen Klasse“, die in München auf teilweise automatisierten Schweißstraßen gefertigt wurden, überfordert gewesen. Daher bot sich der weniger aufwendig konstruierte Glas 1700 an. Im April 1968 wurden die neuen Modelle vorgestellt.
Sie waren mit den Antrieben der in Deutschland gefertigten BMW 1800 bzw. 2000 ausgestattet. Dies waren Vierzylinder-Reihenmotoren mit 1760 cm³ Hubraum (Bohrung × Hub = 89 mm × 71 mm) und 66 kW (90 PS) Leistung bei 5250 min−1, und 1990 cm³ Hubraum (Bohrung × Hub = 89 mm × 80 mm) und 74 kW (100 PS) Leistung bei 5800 min−1, in Verbindung mit 4-Gang-Schaltgetrieben mit Mittelschaltung.
Die Karosserien der viertürigen Limousinen entsprachen bis auf die Kofferraumklappe der des von Frua entwickelten Glas 1700, wobei die Glas-Embleme gegen solche von BMW ausgetauscht wurden. Frua hatte auch eine Kombikarosserie entwickelt und BMW angeboten. Dieser Wagen aber blieb ein Einzelstück.
1971 erhielt Frua den Auftrag, die Karosserie zu überarbeiten. Die Front wurde an die BMW-Familie angepasst und moderne Rundinstrumente eingebaut. In dieser Form wurden die Modelle ab 1973 als 1804 und 2004 verkauft.
Die Fahrzeuge wurden unter der Bezeichnung Cheetah (engl. für Gepard) mit 1600, 1800 und 2000 cm³ in Rhodesien vertrieben (teilweise auch bei WMI montiert).
Insgesamt wurden von der Frua-Limousine in Südafrika mehr als die doppelte Stückzahl als bei Glas in Dingolfing gebaut. Danach übernahm BMW die Firma Praetor Monteerders, daraus entstand BMW Südafrika.